# Eddie Rubin
 (décembre 2019).
Pour les articles homonymes, voir Rubin.
Eddie Rubin est un batteur américain, né le 26 janvier 1935 à Cleveland, dans l'Ohio, et mort le 24 avril 2014 à Venice, en Californie.

## Biographie
Né Edward Rubin Edward à Cleveland (Ohio) en 1935, Eddie Rubin a commencé à jouer sur des pots à l'âge de cinq ans. En 1945, la famille Rubin s'installe à Los Angeles. Eddie Rubin a commencé sa carrière en tant que batteur professionnel en 1953. Il enregistra à partir des années 1950 pour Neil Diamond, Billie Holiday, Johnny Rivers, Dexter Gordon, Ornette Coleman, Don Randi et Billy Lee Riley.

## Discographie

### Albums
- 1963 : Last Night, Don Randi Trio
- 1964 : At the Whisky a Go Go, Johnny Rivers
- 1964 : Here We a Go Go Again!, Johnny Rivers
- 1964 : John Lee Hooker, Johnny Rivers
- 1964 : Maybellene, Johnny Rivers
- 1964 : Aleluya – Tu Seguro Servidor (Walk Myself On Home), Los Apson (LP)
- 1965 :  Non Stop Dancing At The Whisky A Go-Go, Johnny Rivers
- 1965 : Whisky a Go Go Presents Billy Lee Riley, Billy Lee Riley
- 1967 : Whisky A Go-Go Revisited, Johnny Rivers
- 1970 : Gold: Recorded Live at the Troubadour, Neil Diamond
- 1979 : MUH Vol. 1 Live Aus Dem Musikalischen Unter Holz In München (LP), Various
- 1983 : Love How You Feel, Sharon Redd
- 1994 : Totally Live at The Whisky a Go Go, Johnny Rivers
- 1995 : Only Wanna Be with You: The Definitive Collection, Obsession
- 1996 : In My Lifetime, Neil Diamond
- 1998 : The Yellow Balloon, The Yellow Balloon (groupe)
- 1998 : Simply the Best [Central Station] (divers artistes)
- 2000 : Love Insurance, Richelle
- 2000 : Love – Mr. Life EP, Eddie Rubin – Love Insurance (Dub Mental) (Electronic, House)
- 2002 : Play Me: The Complete Uni Studio Recordings, Neil Diamond
- 2003 : Stages: Performances 1970-2002, Neil Diamond
- 2006 : Bar Jazz, Various